# 2004 في النرويج
فيما يلي قوائم الأحداث التي وقعت خلال عام 2004 في النرويج.

## سياسة

### تعيين في المنصب
- 8 مارس – مورتن ماير وزير الإدارة الحكومية والإصلاح وشؤون الكنيسة ‏.
- 18 يونيو – بورغه برنده وزير التجارة والصناعة ‏.

### انتهاء فترة المنصب
- 18 يونيو – بورغه برنده Minister of Climate and the Environment (Norway) [الإنجليزية]‏.

## مواليد

### يناير
- 21 يناير – إنغريد ألكسندرا أميرة النرويج

## وفيات

### فبراير
- 9 فبراير – نيلس أوس (مواليد 1933) نحات نرويجي.

### مايو
- 29 مايو – ماغني هافنا (مواليد 1963) ملاكم نرويجي.